# Phora stictica
Phora stictica är en tvåvingeart som beskrevs av Johann Wilhelm Meigen 1830. Phora stictica ingår i släktet Phora och familjen puckelflugor. Arten är reproducerande i Sverige. Inga underarter finns listade i Catalogue of Life.